# Майський (Кілемарський район)
Ма́йський (рос. Майский, марій. Майский) — селище у складі Кілемарського району Марій Ел, Росія. Входить до складу Кум'їнського сільського поселення.

## Населення
Населення — 237 осіб (2010; 315 у 2002).
Національний склад (станом на 2002 рік):
- росіяни — 73 %